# A tanár
A tanár 2018 és 2022 között vetített magyar drámasorozat, amelynek főrendezője Kovács Dániel Richárd. A német Der Lehrer (Tanárok gyöngye) című sorozat alapján. A főbb szerepekben Nagy Ervin, Trokán Nóra, Anger Zsolt, Elek Ferenc, Ötvös András, Liptai Claudia, Ubrankovics Júlia és Simon Kornél látható.
Az RTL Klub 2018. március 31-én mutatta be. Az iskolai jeleneteket az első két évad során a volt Fényes Elek Közgazdasági Szakközépiskola használaton kívüli újbudai épületében forgatták. A harmadik és a negyedik évadot pedig a Kürt Alapítványi Gimnáziumban forgatták.
4 évad után 2022. március 12-én véget ért a sorozat.

## Ismertető
A sorozat a dráma és a komédia eszközeivel mutatja be egy iskolai közösség hétköznapjait. A Kőrösi Csoma Sándor Szakgimnázium tanárainak, diákjainak életéről szól. Melyek olyan közéleti, társadalmi kérdéseket feszegetnek, mint például az örökbefogadás, családon belüli erőszak, identitáskeresés vagy a tinédzserek rivalizálása.

## Szereplők

### Főszereplők
| Színész           | Szereplő                        | Leírás                                                   | Évad      |
| ----------------- | ------------------------------- | -------------------------------------------------------- | --------- |
| Nagy Ervin        | Vasvári Szilárd                 | fizika-, kémia- és testneveléstanár                      | 1-4. évad |
| Trokán Nóra       | Kovács Lilla                    | igazgatóhelyettes, magyar- és történelemtanár            | 2-4. évad |
| Anger Zsolt       | Rácz Ernő                       | iskolaigazgató                                           | 1-4. évad |
| Elek Ferenc       | Szeverin Csaba                  | történelemtanár                                          | 1-4. évad |
| Varga Ádám        | Pataki Gyula                    | diák.                                                    | 2–3. évad |
| Liptai Claudia    | Szeverin Csabáné Lantos Barbara | matematikatanár, Szeverin Csaba barátnője, majd felesége | 3-4. évad |
| Ötvös András      | Ritter Ákos                     | matematika- és földrajztanár                             | 1–2. évad |
| Ubrankovics Júlia | Nógrádi Klaudia                 | magyartanár                                              | 1. évad   |
| Simon Kornél      | Dr. Nyelves Krisztián           | orvos                                                    | 1. évad   |

### Mellékszereplők
| Színész        | Szereplő             | Leírás                                               | Évad      |
| -------------- | -------------------- | ---------------------------------------------------- | --------- |
| Nagy Mari      | Kolosyné             | titkárságvezető                                      | 1-4. évad |
| Mikecz Estilla | Dr. Béres Zsanett    | orvos                                                | 1-3. évad |
| Kiss Mari      | Sarolta              | Lilla anyja                                          | 2-4. évad |
| Nagyidai Gergő | Jéger Mihály "Colos" | Szilárd gyermekkori barátja, egy ideig Lilla barátja | 3-4. évad |
| Koós Réka      | Réka                 | pultos                                               | 1. évad   |

### Epizódszereplők
- Ács Norbert – addiktológus
- Áron László – Illés professzor
- Bacskó Tünde – Martin anyja
- Balla Eszter – Júlia anyja
- Bartha Alexandra – Jenei Nóra
- Bede-Fazekas Szabolcs – Gyula rokona
- Benédi Gyárfás Gyafi – kidobóember
- Berzeviczy Attila – Celesztin
- Bognár Gyöngyvér – Bihari Mónika
- Borsányi Dániel – rendőr
- Bottlik Renátó – ismerős
- Brad Bahrani – Hasszán apja
- Csapó Virág – csoportvezető
- Czutor Győző – Martin
- Csengeri Márk – izompacsirta
- Cserdi Zsolt – Levi
- Cserna Antal – Koltai, a gyámügyes
- Csillag Botond – rendőr
- Csipszer Bettina – sápadt lány
- Csizmadia Gergely – Eckert Balázs
- Csombor Teréz – takarítónő
- Deák Manyi – táncosnő
- Dengyel Iván – Gyarmati tanár úr
- Domokos Zsolt – rendőr
- Dömötör Tamás – kopasz
- Elek Ányos – családapa
- Éry-Kovács Zsanna – nővér
- Farkasházi Réka – Máté anyja
- Fanari – görög zenekar
- Fehér Péter – osztó
- Fekete Linda – kosaras fiú anyja
- Fenyvesi Zoltán – kerekesszékes srác
- Ficzere Béla – Valter, munkás (2. évad), tanár (3. évad)
- Franta Péter – Jorgosz
- Fodor Annamária – Eszter anyja
- Fon Gabi – virágárus
- Für Anikó – Irén, Klaudia anyja
- Gaál Attila Csaba – rendőr
- Garami Mónika – Dénes anyja
- Ganxsta Zolee – Gazsi
- Gáspár Laci – Kicsi Prince
- Gáspár Tibor – Gárdonyi, a Bevándorlási Hivatal vezetője
- Geréd Gyárfás – kidobóember
- Gosztonyi Csaba – Dorogi apja
- Gyöngyösi Zoltán – Palkó
- Györgyi Anna – Pataki Gyula édesanyja
- Götz Attila – Kosaras fiú apja
- Gyurity István – buszvezető
- Hannus Zoltán – Dominika apja
- Heiter Ágnes – nővér
- Herbály Blanka – Szandra
- Herczeg Adrienn – Háber anyja
- Hevér Gábor – Dia apja
- Holczinger Szandra –  Stewardess
- Homonnai Katalin – Zoé
- Horváth Lili – André anyja
- Hunyadkűrti Éva – rendőrnő
- Ifj. Kovalik József – kosaras fiú
- Jáger András – rendőr
- Járó Zsuzsa – Nyitrai Roland anyja
- Juhász István – Mirkó apja
- Kálid Artúr – Omar
- Kanalas Dániel – Viktor
- Kanda Pál – vendég
- Karácsonyi Zoltán – Metál Miki
- Kaszás Mihály – Vojnits Richárd
- Katona László – Szikszai, ügyintéző (1. évad), Magor apja (3. évad)
- Kautzky Armand – Szatmári
- Kékesi Gábor – Olivér, pultos
- Kelemen József – Eszter apja
- Kerekes Viktória – Dia anyja
- Kertész Balázs – izompacsirta
- Király Attila – Szántó Gerzson
- Krebs András – doktor
- Krisztanovic Krisztián – Winkler
- Kocsis Ábel – Farkas
- Kocsis Mariann – Mártonfi doktornő
- Kozma Ákos – Renátó
- Köles Ferenc – autókereskedő
- Kőri Elek – Cateringes
- Kőrösi András – Tibi apja
- Labán Roland – srác
- László G. Attila – Bence
- László Lili – Gárdonyi Antónia
- Lázár Balázs – melós
- Lázár Kati – Ricsi nagymamája
- Lehoczky Andrea – Luca anyja
- Losonczi Kata – szociális munkás
- Martin Márta – Szeverin anyja
- Mátyássy Bence – Zalán
- Messaoudi Emina – szakacsnő
- Meskó Tímea – ingatlanos
- Menszátor Héresz Attila – Mezei Mihály, Janó apja
- Mikola Gergő – Márta Miklós
- Molnár Csaba – André apja
- Molnár Erika – nőgyógyász
- Molnár Gusztáv – pincér
- Mondok Péter – rendőr
- Murányi Tünde – Keller Anna, Zsófi anyja
- Nádasi László – orvos
- Nagyistók Edit – rendőrnő
- Nemesvári Krisztina – táncosnő
- Pálfi Kata – Emma anyja
- Pásztor Tibor – rendőr
- Papucsek Vilmos – Zsombi, munkás
- Papp László – gyanús fiú
- Perjési Hilda – Petőczné, gyámügyes
- Péterfy Bori – Szabina
- Pethő Gergő – Géza
- Petridisz Hrisztosz – Jorgosz apja
- Plaznovszky Dániel – pókerjátékos
- Ploveczki Fanni – nővér
- Pogány Judit – Nikol nagymamája
- Poppre Ádám – titkár
- Raikovich Viktória – lány
- Rábaközi Gergő – vendég a hamburger bárban
- Rainer-Micsinyei Nóra – csoporttag
- Sákovics Eszter – vendég a hamburger bárban
- Sárközi-Nagy Ilona – ügyeletes nővér
- Simon Andrea – Alkoholista nő
- Skapinyecz Péter – őr a night clubban
- Spilák Klára – moderátor
- Stadler Zoltán – vendég a hamburger bárban
- Sütő András – rendőr
- Szabó Endre – pap
- Szabó Léna – Fanni baba
- Szabó Simon – Zalán
- Szalontay Tünde – Anya
- Szekulesz Márk – pártfogói felügyelő
- Szemán Béla – rendőr
- Szigeti Gergő – Pincér
- Szikszai Rémusz – Feri apja
- Szitás Barbara – Kulcsár anyja, tanár (3. évad)
- Szórádi Erika – alkalmazott
- Mohammadamin Mostaanfar – DJ
- Szőke Luca – diáklány
- Takács Géza – Dr. Alapi János, onkológus
- Takátsy Péter – Apa
- Tamás László „Kapitány” – hajótulajdonos
- Tankó Erika – Komlós Zsuzsa
- Tary Patrícia – Melinda
- Thuróczy Szabolcs – Olivér apja
- Toperczer Balázs – kisfiú
- Török Attila – kopasz
- Topánka Imre Zsolt – kopasz
- Trieb Bence – Ali, Hasszán öccse
- Tzafetás Roland – Rudi
- Ullmann Mónika – Szilvia, Janó anyja
- Urbán Andrea – Dominika anyja
- Urbán Richárd – amatőr rapper
- Urbanovits Krisztina – Gulipán Rózsa
- Újvári Zoltán – idősebb férfi
- Valcz Péter – Kő János
- Vecsei László – mentős
- Végh Zsolt – Nyitrai Roland apja
- Vízkeleti Zsolt – kutyamenhelyes
- Wang Ye Ádám – pincér

### Diákok

#### Mellékszereplő
- Bárdi Gergő – Ricsi
- Barna Zsombor – Levi
- Bartha Bendegúz – Áron
- Bíró Panna Dominika – Dominika
- Borbás Gergő – Péni Szecső
- Bujáki Zsófia – Betty
- Burák Dóra – Heni
- Csernák Norbert – Guszti
- Dékány Barnabás – Bácskai Feri
- Dunai Ágota – Móni
- German Gergő – Laci
- Hermányi Mariann – Emő
- Hozák Kevin – Hollós Tomi
- Janovics Gréta – Kitty
- Jónás Szabolcs – Szabó Leonárd
- Juhász Tibor – Mirkó
- Karácsony Gergely – Renátó
- Katona Péter Dániel – Márkusz
- Kenéz Ágoston – Lóri
- Koller Krisztián – Aurél
- Koós Boglárka – Bella
- Korpics Dániel – Nyitrai Roland
- Kovács Gyopár – Emma
- Kovács Panka – Léna
- Köles Áron – Dani
- Kövesi Zsombor – Krisztián
- Mach Cseperke – Patrícia
- Mandula Lujza – Farkas Annamari
- Márkus Luca – Nikol
- Mechle Christian – Karesz
- Miller Dávid – Mezei Janó, Szilárd és Szilvia fia.
- Michl Juli – Tóth Virág
- Murai Emma – Júlia
- Noll Petra – Luca, Milán testvére.
- Owaimer Adrian – Hasszán
- Pajzs Nóra – Földes Lili
- Pásztor Dániel – Martin
- Podlovics Laura – Ancsa
- Psotta Zsófia – Timi
- Schumacher Vanda – Sára
- Szász Júlia – Holczer Petra
- Szőke Olivér – Máté
- Sztarenki Dóra – Zsófi
- Vank Richard – Soma
- Varga Ádám – Pataki Gyula
- Varga-Huszti Máté – Ábel
- Winkler Tamás Ábel – Marci

#### Epizódszereplők
- Bencsik Barnabás – diák
- Benkő Claudia – Eszter
- Bouquet Gergő – André
- Börcsök Olivér – diák
- Czifrik Dániel – Dávid
- Ember Márk – Milán, Luca testvére
- Ertl Zsombor – Berci
- Fekete Gábor – Hautzinger Ambrus
- Fröhlich Kristóf – Magor
- Gál Réka Ágota – Hanna
- Hajdu Lujza – Kála
- Hencz András – diák
- Jéger Zsombor – Jakab
- Jenővári Miklós – Benett
- Juhász Jázmin – Stefi
- Kárpáti Barnabás – Olivér
- Kedves Csaba – szexista diák
- Kovács Sándor József – Dénes
- Kovács Vecei Fanni – Niki
- Kurucz Flóra – Mira
- Ledő Barnabás – diák
- Márfi Márk – Tibi
- Márkó Fülöp Viktor – diák
- Mech Cseperke – Patrícia
- Medveczky Balázs – Robi
- Mérei Gabriella – Hanna barátnője
- Nehéz-Posony Benedek – diák
- Németh Laura Vanda – diák
- Pálóczi Bence – sorban álló diák
- Patocska Olivér – Simon Pali
- Potyó Dominika – Hanna barátnője
- Rosanics Patrik – Jozsó
- Schmidt Sára – Dia
- Sétáló Imola – Luca
- Sipos László – diák a buliban
- Solténszky Ráhel – diáklány
- Szabó Bence – gimis
- Szathmáry Nóra – diák
- Takátsy Fülöp – Kristóf
- Tolnai Hella – Rácz Ráhel, Rácz Ernő igazgató lánya.
- Tóth Lili – diák
- Vaskó-Fehérváry Regő – diák
- Ujvári Bors Benedek – verprechtes diák

## Epizódok
| Évad | Évad | Részek száma | Részek száma | Eredeti sugárzás  | Eredeti sugárzás  | Eredeti adó |
| Évad | Évad | Részek száma | Részek száma | Évadbemutató      | Évadzáró          | Eredeti adó |
| ---- | ---- | ------------ | ------------ | ----------------- | ----------------- | ----------- |
|      | 1.   | 8            | 8            | 2018. március 31. | 2018. május 19.   |             |
|      | 2.   | 10           | 10           | 2019. január 12.  | 2019. március 16. |             |
|      | 3.   | 10           | 10           | 2020. április 11. | 2021. március 13. |             |
|      | 4.   | 10           | 10           | 2022. január 8.   | 2022. március 12. |             |

### Első évad (2018)
Az első évadot 2018. március 31-én mutatta be az RTL Klub.
| Sor. | Év. | Cím     | Rendező               | Író                             | Premier           | Nézettség |
| ---- | --- | ------- | --------------------- | ------------------------------- | ----------------- | --------- |
| 1.   | 1.  | 1. rész | Kovács Dániel Richárd | Köbli Norbert                   | 2018. március 31. | 719 925   |
| 2.   | 2.  | 2. rész | Kovács Dániel Richárd | Köbli Norbert, Csurgó Csaba     | 2018. április 7.  | 714 856   |
| 3.   | 3.  | 3. rész | Kovács Dániel Richárd | Köbli Norbert, Kovács M. András | 2018. április 14. | 549 340   |
| 4.   | 4.  | 4. rész | Kovács Dániel Richárd | Köbli Norbert, Csurgó Csaba     | 2018. április 21. | 558 886   |
| 5.   | 5.  | 5. rész | Kovács Dániel Richárd | Köbli Norbert, Kovács M. András | 2018. április 28. | 574 067   |
| 6.   | 6.  | 6. rész | Kovács Dániel Richárd | Köbli Norbert, Csurgó Csaba     | 2018. május 5.    | 583 672   |
| 7.   | 7.  | 7. rész | Kovács Dániel Richárd | Köbli Norbert, Kovács M. András | 2018. május 12.   | 516 339   |
| 8.   | 8.  | 8. rész | Kovács Dániel Richárd | Köbli Norbert                   | 2018. május 19.   | 671 598   |

### Második évad (2019)
A második évad 2019  január 12-én mutatta be az RTL Klub.
| Sor. | Év. | Cím      | Rendező                              | Író                          | Premier           | Nézettség |
| ---- | --- | -------- | ------------------------------------ | ---------------------------- | ----------------- | --------- |
| 9.   | 1.  | 1. rész  | Kovács Dániel Richárd, Herz Péter    | Köbli Norbert                | 2019. január 12.  | 757 000   |
| 10.  | 2.  | 2. rész  | Kovács Dániel Richárd, Herz Péter    | Köbli Norbert                | 2019. január 19.  | 664 000   |
| 11.  | 3.  | 3. rész  | Kovács Dániel Richárd, Herz Péter    | Köbli Norbert, Gesztesi Máté | 2019. január 26.  | 656 000   |
| 12.  | 4.  | 4. rész  | Kovács Dániel Richárd, Herz Péter    | Köbli Norbert, Csurgó Csaba  | 2019. február 2.  | 684 000   |
| 13.  | 5.  | 5. rész  | Kovács Dániel Richárd, Dömötör Tamás | Köbli Norbert, Miklya Anna   | 2019. február 9.  | 596 000   |
| 14.  | 6.  | 6. rész  | Kovács Dániel Richárd, Dömötör Tamás | Köbli Norbert, Gesztesi Máté | 2019. február 16. | 667 000   |
| 15.  | 7.  | 7. rész  | Kovács Dániel Richárd, Dömötör Tamás | Köbli Norbert, Csurgó Csaba  | 2019. február 23. | 583 000   |
| 16.  | 8.  | 8. rész  | Kovács Dániel Richárd, Dömötör Tamás | Köbli Norbert, Gesztesi Máté | 2019. március 2.  | 573 000   |
| 17.  | 9.  | 9. rész  | Kovács Dániel Richárd, Dömötör Tamás | Köbli Norbert, Miklya Anna   | 2019. március 9.  | 614 000   |
| 18.  | 10. | 10. rész | Kovács Dániel Richárd, Herz Péter    | Köbli Norbert, Miklya Anna   | 2019. március 16. | 715 000   |

### Harmadik évad (2020–2021)
Az első epizódot 2020. április 11-én vetítette az RTL Klub. A koronavírus-járványra hivatkozva a további epizódokat később tűzték műsorra, de az RTL Most+-ra felkerültek a részek a megszokott vetítési időpontban. A sorozat helyére a Made in Karantén című tehetségkutató került.
2021 januárjában folytatták a 3. évadot.
| Sor. | Év. | Cím      | Rendező                              | Író                            | Premier                                                   | Nézettség |
| ---- | --- | -------- | ------------------------------------ | ------------------------------ | --------------------------------------------------------- | --------- |
| 19.  | 1.  | 1. rész  | Kovács Dániel Richárd                | Köbli Norbert                  | 2020. április 11.                                         | 775 000   |
| 20.  | 2.  | 2. rész  | Kovács Dániel Richárd, Anger Zsolt   | Köbli Norbert, Kádár Laura     | 2020. április 18. (RTL Most+) 2021. január 16. (RTL Klub) | 574 000   |
| 21.  | 3.  | 3. rész  | Kovács Dániel Richárd, Anger Zsolt   | Köbli Norbert, Gesztesi Máté   | 2020. április 25. (RTL Most+) 2021. január 23. (RTL Klub) | 627 000   |
| 22.  | 4.  | 4. rész  | Kovács Dániel Richárd, Herz Péter    | Köbli Norbert, Kertész Zsanett | 2020. május 2. (RTL Most+) 2021. január 30. (RTL Klub)    | 541 000   |
| 23.  | 5.  | 5. rész  | Kovács Dániel Richárd, Herz Péter    | Köbli Norbert, Miklya Anna     | 2020. május 9. (RTL Most+) 2021. február 6. (RTL Klub)    | 541 000   |
| 24.  | 6.  | 6. rész  | Kovács Dániel Richárd, Herz Péter    | Köbli Norbert, Kertész Zsanett | 2020. május 16. (RTL Most+) 2021. február 13. (RTL Klub)  | 605 000   |
| 25.  | 7.  | 7. rész  | Kovács Dániel Richárd, Dömötör Tamás | Köbli Norbert, Péterfy Gergely | 2020. május 23. (RTL Most+) 2021. február 20. (RTL Klub)  | 549 000   |
| 26.  | 8.  | 8. rész  | Kovács Dániel Richárd, Dömötör Tamás | Köbli Norbert, Péterfy Gergely | 2020. május 30. (RTL Most+) 2021. február 27. (RTL Klub)  | 499 000   |
| 27.  | 9.  | 9. rész  | Kovács Dániel Richárd, Dömötör Tamás | Köbli Norbert, Péterfy Gergely | 2020. június 6. (RTL Most+) 2021. március 6. (RTL Klub)   | 567 000   |
| 28.  | 10. | 10. rész | Kovács Dániel Richárd, Dömötör Tamás | Köbli Norbert                  | 2020. június 13. (RTL Most+) 2021. március 13. (RTL Klub) | 568 000   |

### Negyedik évad (2022)
Az utolsó évadot először a RTL Most+-ra töltötték fel. Az első két epizódot 2021. október 22-én. Az RTL Klub 2022. január 8-án mutatta be.
4 évad után 2022. március 12-én véget ért a sorozat.
| Sor. | Év. | Cím      | Rendező                                | Író             | Premier                                                     | Nézettség |
| ---- | --- | -------- | -------------------------------------- | --------------- | ----------------------------------------------------------- | --------- |
| 29.  | 1.  | 1. rész  | Kovács Dániel Richárd, Zomborácz Virág | Zomborácz Virág | 2021. október 22. (RTL Most+) 2022. január 8. (RTL Klub)    | 580 000   |
| 30.  | 2.  | 2. rész  | Kovács Dániel Richárd, Zomborácz Virág | Zomborácz Virág | 2021. október 22. (RTL Most+) 2022. január 15. (RTL Klub)   | 553 000   |
| 31.  | 3.  | 3. rész  | Kovács Dániel Richárd, Zomborácz Virág | Zomborácz Virág | 2021. október 29. (RTL Most+) 2022. január 22. (RTL Klub)   | 498 000   |
| 32.  | 4.  | 4. rész  | Kovács Dániel Richárd, Herz Péter      | Zomborácz Virág | 2021. november 5. (RTL Most+) 2022. január 29. (RTL Klub)   | 459 000   |
| 33.  | 5.  | 5. rész  | Kovács Dániel Richárd, Herz Péter      | Zomborácz Virág | 2021. november 12. (RTL Most+) 2022. február 5. (RTL Klub)  | 520 000   |
| 34.  | 6.  | 6. rész  | Kovács Dániel Richárd, Herz Péter      | Zomborácz Virág | 2021. november 19. (RTL Most+) 2022. február 12. (RTL Klub) | 479 000   |
| 35.  | 7.  | 7. rész  | Kovács Dániel Richárd, Herz Péter      | Zomborácz Virág | 2021. november 26. (RTL Most+) 2022. február 19. (RTL Klub) | 465 000   |
| 36.  | 8.  | 8. rész  | Kovács Dániel Richárd, Dömötör Tamás   | Zomborácz Virág | 2021. december 3. (RTL Most+) 2022. február 26. (RTL Klub)  | 476 000   |
| 37.  | 9.  | 9. rész  | Kovács Dániel Richárd, Dömötör Tamás   | Zomborácz Virág | 2021. december 10. (RTL Most+) 2022. március 5. (RTL Klub)  | 462 000   |
| 38.  | 10. | 10. rész | Kovács Dániel Richárd, Dömötör Tamás   | Zomborácz Virág | 2021. december 17. (RTL Most+) 2022. március 12. (RTL Klub) | 490 000   |